# توماس دان (سياسي)
توماس دان هو سياسي كندي، ولد في 1729، وتوفي في 15 أبريل 1818.